# Copa Paulista de Futebol de 2021
A Copa Paulista de 2021 foi a 27.ª edição desta competição organizada pela Federação Paulista de Futebol (FPF).
A competição foi composta de quatro fases e disputada por 17 equipes entre os dias 14 de setembro e 14 de novembro. Na primeira fase, os participantes foram divididos em quatro grupos, pelos quais os integrantes enfrentaram os adversários da própria chave em jogos de turno e returno. Na fases eliminatórias, o resultado agregado das duas partidas definiram quem avançou à fase seguinte. Dessa forma, as oito equipes restantes foram a cada fase reduzidos à metade até a final.
O São Bernardo conquistou o título da edição após vencer o Botafogo na disputa por pênaltis. Este foi o segundo título do clube de São Bernardo do Campo na história do torneio, que também obteve uma vaga na Série D de 2022. Por sua vez, o Botafogo ficou com a vaga na Copa do Brasil.

## Formato e participantes
Em sua vigésima segunda edição, a Copa Paulista foi disputada em quatro fases, sendo uma em formato de pontos corridos e três eliminatórias. Na primeira, as 17 equipes participantes foram divididas em quatro grupos, pelos quais os integrantes enfrentaram os adversários da própria chave em jogos de turno e returno. Ao término da fase inicial, os dois melhores colocados de cada grupo se classificaram.
Por outro lado, as três fases seguintes foram compostas por jogos eliminatórios, definidos de acordo com a classificação geral. Conforme preestabelecido no regulamento, o resultado agregado das duas partidas definiram quem avançou à fase seguinte. Assim, as oito equipes restantes foram a cada fase reduzidas à metade até a final. O vencedor escolheu entre uma vaga na Série D ou da Copa do Brasil, enquanto o vice-campeão ficou com a opção rejeitada.
| Equipe           | Cidade                | Participações | Títulos         | Ref.  |
| ---------------- | --------------------- | ------------- | --------------- | ----- |
| Atibaia          | Atibaia               | 4             | —               | [ 5 ] |
| Botafogo-SP      | Ribeirão Preto        | 10            | —               | [ 5 ] |
| Comercial        | Ribeirão Preto        | 15            | —               | [ 5 ] |
| EC São Bernardo  | São Bernardo do Campo | 1             | —               | [ 5 ] |
| Juventus-SP      | São Paulo             | 15            | —               | [ 5 ] |
| Noroeste         | Bauru                 | 16            | 2 (2005 e 2012) | [ 5 ] |
| Primavera        | Indaiatuba            | 2             | —               | [ 5 ] |
| Portuguesa       | São Paulo             | 7             | 1 (2020)        | [ 5 ] |
| Rio Claro        | Rio Claro             | 9             | —               | [ 5 ] |
| São Bento        | Sorocaba              | 13            | 1 (2002)        | [ 5 ] |
| São Bernardo     | São Bernardo do Campo | 12            | 1 (2013)        | [ 5 ] |
| São Caetano      | São Caetano do Sul    | 6             | 1 (2019)        | [ 5 ] |
| Santos           | Santos                | 5             | 1 (2004)        | [ 5 ] |
| Taubaté          | Taubaté               | 9             | —               | [ 5 ] |
| Velo Clube       | Rio Claro             | 5             | —               | [ 5 ] |
| Votuporanguense  | Votuporanga           | 4             | 1 (2018)        | [ 5 ] |
| XV de Piracicaba | Piracicaba            | 18            | 1 (2016)        | [ 5 ] |

## Primeira fase
A primeira fase da competição teve início em 14 de setembro e foi encerrada em 19 de outubro. Após dez rodadas, Botafogo, EC São Bernardo, Noroeste, Portuguesa, São Bernardo, São Caetano, Votuporanguense e XV de Novembro.

## Fases finais
Em 23 de outubro, Portuguesa e Votuporanguense abriram as quartas de final na cidade de Votuporanga, onde a equipe paulistana encaminhou a classificação após vencer o adversário por 3–0. O Votuporanguense triunfou no segundo jogo, mas o resultado não foi suficiente para reverter a desvantagem. Botafogo e São Bernardo eliminaram seus respectivos adversários após uma vitória e um empate. Por fim, o São Caetano superou o XV de Piracicaba nos pênaltis.
Poucos dias depois do término das quartas de final, as quatro equipes classificadas começaram a disputar as semifinais. Em 30 de outubro, São Bernardo e São Caetano inciaram a fase empatando em São Caetano do Sul. No dia seguinte, a Portuguesa venceu a partida contra o Botafogo no Canindé. Botafogo e São Bernardo avançaram para a decisão.
O Botafogo venceu o primeiro jogo da decisão, realizado no estádio Santa Cruz, em Ribeirão Preto. Na ocasião, a equipe mandante marcou com Hélio Paraíba e Bruno Michel. No entanto, o São Bernardo devolveu o placar na finalíssima disputado no 1º de Maio, São Bernardo do Campo e venceu a disputa por pênaltis. Com esses resultados, o clube conquistou seu segundo título na história da competição.
|  | Quartas de final   | Quartas de final   | Quartas de final   | Quartas de final   |       |             | Semifinais                    | Semifinais                    | Semifinais                    | Semifinais                    |  |             | Final              | Final              | Final              | Final              |  |  |
|  | 23 a 27 de outubro | 23 a 27 de outubro | 23 a 27 de outubro | 23 a 27 de outubro |       |             | 30 de outubro a 3 de novembro | 30 de outubro a 3 de novembro | 30 de outubro a 3 de novembro | 30 de outubro a 3 de novembro |  |             | 7 e 14 de novembro | 7 e 14 de novembro | 7 e 14 de novembro | 7 e 14 de novembro |  |  |
|  |                    |                    |                    |                    |       |             |                               |                               |                               |                               |  |             |                    |                    |                    |                    |  |  |
|  | Votuporanguense    | 0                  | 2                  | 2                  |       |             |                               |                               |                               |                               |  |             |                    |                    |                    |                    |  |  |
|  | Portuguesa         | 3                  | 1                  | 4                  |       |             |                               |                               |                               |                               |  |             |                    |                    |                    |                    |  |  |
|  | Portuguesa         | 3                  | 1                  | 4                  |       | Portuguesa  | 2                             | 1                             | 3                             |                               |  |             |                    |                    |                    |                    |  |  |
|  |                    |                    |                    |                    |       | Portuguesa  | 2                             | 1                             | 3                             |                               |  |             |                    |                    |                    |                    |  |  |
|  |                    | Botafogo-SP        | 1                  | 3                  | 4     |             |                               |                               |                               |                               |  |             |                    |                    |                    |                    |  |  |
|  | Noroeste           | Botafogo-SP        | 1                  | 3                  | 4     | 1           | 0                             | 1                             |                               |                               |  |             |                    |                    |                    |                    |  |  |
|  | Noroeste           |                    |                    |                    |       | 1           | 0                             | 1                             |                               |                               |  |             |                    |                    |                    |                    |  |  |
|  | Botafogo-SP        | 2                  | 0                  | 2                  |       |             |                               |                               |                               |                               |  |             |                    |                    |                    |                    |  |  |
|  | Botafogo-SP        | 2                  | 0                  | 2                  |       |             |                               |                               |                               |                               |  | Botafogo-SP | 2                  | 0                  | 2 (4)              |                    |  |  |
|  |                    |                    |                    |                    |       |             |                               |                               |                               |                               |  | Botafogo-SP | 2                  | 0                  | 2 (4)              |                    |  |  |
|  |                    | São Bernardo (p.)  | 0                  | 2                  | 2 (5) |             |                               |                               |                               |                               |  |             |                    |                    |                    |                    |  |  |
|  | São Caetano (p.)   | São Bernardo (p.)  | 0                  | 2                  | 2 (5) | 1           | 1                             | 2 (4)                         |                               |                               |  |             |                    |                    |                    |                    |  |  |
|  | São Caetano (p.)   |                    |                    |                    |       | 1           | 1                             | 2 (4)                         |                               |                               |  |             |                    |                    |                    |                    |  |  |
|  | XV de Piracicaba   | 1                  | 1                  | 2 (3)              |       |             |                               |                               |                               |                               |  |             |                    |                    |                    |                    |  |  |
|  | XV de Piracicaba   | 1                  | 1                  | 2 (3)              |       | São Caetano | 1                             | 0                             | 1                             |                               |  |             |                    |                    |                    |                    |  |  |
|  |                    |                    |                    |                    |       | São Caetano | 1                             | 0                             | 1                             |                               |  |             |                    |                    |                    |                    |  |  |
|  |                    | São Bernardo       | 1                  | 2                  | 3     |             |                               |                               |                               |                               |  |             |                    |                    |                    |                    |  |  |
|  | EC São Bernardo    | São Bernardo       | 1                  | 2                  | 3     | 0           | 0                             | 0                             |                               |                               |  |             |                    |                    |                    |                    |  |  |
|  | EC São Bernardo    |                    |                    |                    |       | 0           | 0                             | 0                             |                               |                               |  |             |                    |                    |                    |                    |  |  |
|  | São Bernardo       | 0                  | 2                  | 2                  |       |             |                               |                               |                               |                               |  |             |                    |                    |                    |                    |  |  |

- Em itálico os times mandantes no jogo de ida e em negrito os times classificados

### Gerais
- «Regulamento Específico da Copa Paulista de 2021» (PDF). Federação Paulista de Futebol. Cópia arquivada (PDF) em 10 de setembro de 2022
- «Tabela da Copa Paulista de 2021». Futebol Interior. Cópia arquivada em 31 de março de 2022

### Específicas
1. 1 2  «São Bernardo reverte vantagem, vence o Botafogo nos pênaltis e é campeão da Copa Paulista». Escanteio SP. 14 de novembro de 2021. Consultado em 10 de setembro de 2022. Cópia arquivada em 5 de junho de 2022
2. ↑  Dérek Bittencourt (15 de novembro de 2021). «Tigre vence Botafogo nos pênaltis e conquista o bi da Copa Paulista». Diário do Grande ABC. Consultado em 10 de setembro de 2022. Cópia arquivada em 16 de novembro de 2021
3. 1 2  «Com 100% de transmissão, Copa Paulista tem início em 14 de setembro». Federação Paulista de Futebol. 5 de julho de 2021. Consultado em 10 de setembro de 2022. Cópia arquivada em 5 de julho de 2021
4. ↑  «Com 17 clubes, clássico do interior e apenas um grande, Copa Paulista tem grupos definidos». ge. 5 de julho de 2021. Consultado em 5 de julho de 2021. Cópia arquivada em 27 de setembro de 2021
5. ↑  «Guia rápido da Copa Paulista de 2021» (PDF). Federação Paulista de Futebol. Consultado em 10 de setembro de 2022. Cópia arquivada (PDF) em 10 de setembro de 2022
6. ↑  «Copa Paulista: FPF divulga regulamento e tabela completa. Confira!». Futebol Interior. 13 de julho de 2021. Consultado em 10 de setembro de 2022. Cópia arquivada em 13 de julho de 2021
7. ↑  «Rodada define confrontos das quartas de final da Copa Paulista». ge. 19 de outubro de 2021. Consultado em 10 de setembro de 2022. Cópia arquivada em 22 de julho de 2022
8. ↑  Oscar Silva (23 de outubro de 2021). «Votuporanguense 0 x 3 Portuguesa - Lusa encaminha vaga para a semifinal». Futebol Interior. Consultado em 9 de setembro de 2022. Cópia arquivada em 23 de outubro de 2021
9. ↑  «Votuporanguense vence, mas Portuguesa administra vantagem e vai à semi da Copa Paulista». Diário de Votuporanga. 27 de outubro de 2021. Consultado em 9 de setembro de 2022. Cópia arquivada em 2 de novembro de 2021
10. ↑  «Botafogo empata com o Noroeste e garante vaga na semifinal da Copa Paulista». Tribuna. 27 de outubro de 2021. Consultado em 9 de setembro de 2022. Cópia arquivada em 28 de outubro de 2021
11. ↑  «São Bernardo FC vence o dérbi e avança às semifinais». Federação Paulista de Futebol. 27 de outubro de 2021. Consultado em 9 de setembro de 2022. Cópia arquivada em 9 de setembro de 2022
12. ↑  «São Caetano empata aos 50 e elimina XV nos pênaltis para avançar às semis da Copa Paulista». ge. 26 de outubro de 2021. Consultado em 9 de setembro de 2022. Cópia arquivada em 3 de dezembro de 2021
13. ↑  «São Caetano empata com o São Bernardo no primeiro confronto da semifinal». ABCdoABC. 31 de outubro de 2021. Consultado em 9 de setembro de 2022. Cópia arquivada em 2 de novembro de 2021
14. ↑  «Portuguesa 2 x 1 Botafogo - Lusa sai em vantagem nas semifinais da Copa Paulista». Futebol Interior. 31 de outubro de 2021. Consultado em 9 de setembro de 2022. Cópia arquivada em 31 de outubro de 2021
15. ↑  «Botafogo-SP 3 x 1 Portuguesa - De virada, Pantera vence e está na final da Copa Paulista». Futebol Interior. 3 de novembro de 2021. Consultado em 9 de setembro de 2022. Cópia arquivada em 4 de novembro de 2021
16. ↑  «São Bernardo derrota o São Caetano e está nas finais da Copa Paulista». Terra. 2 de novembro de 2021. Consultado em 10 de setembro de 2022. Cópia arquivada em 3 de novembro de 2021
17. ↑  Marcius Ariel Alves (7 de novembro de 2021). «Botafogo larga na frente e vence São Bernardo por 2 a 0 em casa». ACidadeON. Consultado em 9 de setembro de 2022. Cópia arquivada em 9 de setembro de 2022
18. ↑  «São Bernardo vence Botafogo-SP nos pênaltis e conquista Copa Paulista». Gazeta Esportiva. 14 de novembro de 2021. Consultado em 9 de setembro de 2022. Cópia arquivada em 27 de junho de 2022
19. ↑  «Nos pênaltis, São Bernardo vence Botafogo-SP e conquista a Copa Paulista de 2021». UOL. 14 de novembro de 2021. Consultado em 9 de setembro de 2022. Cópia arquivada em 26 de junho de 2022